# 企業結合会計
企業結合会計（きぎょうけつごうかいけい）とは、会計学ないし会計実務において、合併や株式交換などの企業結合（組織再編）に関する会計処理のことをいう。
現行の日本の会計制度においては、企業会計基準第21号「企業結合に関する会計基準」が適用されるほか、同第7号「事業分離等に関する会計基準」、同第22号「連結財務諸表に関する会計基準」と密接な関係がある。

## 企業結合の概要
会計上の定義として、企業結合とは、ある企業（又はある企業を構成する事業）と他の企業（又は他の企業を構成する事業）とが1つの報告単位に統合されることをいう。「1つの報告単位に統合される」とは、合併のように1つの会社に統合される場合だけでなく、連結財務諸表作成にあたっての企業集団に統合される場合も含まれる。
具体的には、合併、株式交換、株式移転などの会社法上の組織再編行為のほか、事業の譲受け、TOBなどによる企業買収も含まれる。
なお、事業分離は上記でいう企業結合の定義には該当しないが、企業結合と事業分離は相互に複雑に関連している場合も多く、両者について首尾一貫した会計処理が行われる。
また、共同支配企業（ジョイントベンチャー）の形成、共通支配下の取引（連結企業集団内部における組織再編）も、会計上は企業結合に含めて取り扱われる。

## 会計上の分類および会計処理
企業結合についての会計上の分類は、法形式上の形態（合併・株式交換等）に関わりなく、当事企業間の支配従属関係の観点から次の3種類に大別される。
1. 取得
2. 共同支配企業の形成
3. 共通支配下の取引

### 取得
「取得」とは、ある企業が他の企業（又は企業を構成する事業）に対する支配を獲得することをいう。支配とは、ある企業（又は企業を構成する事業）の活動から便益を享受するために、その企業（又は事業）の財務及び経営方針を左右する能力を有していることをいう。
「取得」とされた企業結合に関する会計処理は次の手順で行う。
1. 取得企業の決定（判定）
2. 取得原価の算定
3. 取得原価の配分
4. のれん（または負ののれん）の会計処理

#### 取得原価の算定
被取得企業（又は取得した事業）の取得原価は、原則として、取得の対価（支払対価）となる財の企業結合日における時価で算定する。

#### 取得原価の配分
取得原価は、被取得企業から受け入れた資産及び引き受けた負債のうち企業結合日時点において識別可能なもの（識別可能資産及び負債）に対して、企業結合日時点の時価を基礎として配分する。

#### のれんの会計処理
取得原価が、受け入れた資産及び引き受けた負債に配分された純額を上回る場合には、その超過額はのれんとして会計処理し、下回る場合には、その不足額は負ののれんとして会計処理する。

### 共同支配企業の形成
共同支配企業とは、複数の独立した企業により共同で支配される企業をいい、共同支配企業の形成とは、複数の独立した企業が契約等に基づき、共同支配企業を形成する企業結合をいう。
ある企業結合を共同支配企業の形成と判定するためには、共同支配投資企業となる企業が、複数の独立した企業から構成されていること及び共同支配となる契約等を締結していることに加え、次の要件を満たしていなければならない。
1. 企業結合に際して支払われた対価のすべてが、原則として、議決権のある株式であること
2. 支配関係を示す一定の事実が存在しないこと

共同支配企業の形成において、共同支配企業に事業を移転した共同支配投資企業は次の会計処理を行う。
- 個別財務諸表上、当該共同支配投資企業が受け取った共同支配企業に対する投資の取得原価は、移転した事業に係る株主資本相当額に基づいて算定する。
- 連結財務諸表上、共同支配投資企業は、共同支配企業に対する投資について持分法を適用する。

### 共通支配下の取引
「共通支配下の取引」とは、結合当事企業（又は事業）のすべてが、企業結合の前後で同一の株主により最終的に支配され、かつ、その支配が一時的ではない場合の企業結合をいう。具体的には、親会社と子会社の合併及び子会社同士の合併など、連結企業集団内部における組織再編がこれに該当する。

#### 個別財務諸表上の会計処理
- 共通支配下の取引により企業集団内を移転する資産及び負債は、原則として、移転直前に付されていた適正な帳簿価額により計上する。
- 移転された資産及び負債の差額は、純資産として処理する。
- 移転された資産及び負債の対価として交付された株式の取得原価は、当該資産及び負債の適正な帳簿価額に基づいて算定する。

#### 連結財務諸表上の会計処理
- 共通支配下の取引は、内部取引としてすべて消去する。
- 少数株主との取引については、連結会計基準における子会社株式の追加取得及び一部売却等の取扱いに準じて処理する。